# Konkiep
Der Konkiep ist ein ephemerer Trockenfluss (Rivier) im Südwesten Namibias.

## Verlauf
Er entspringt in der Region Hardap auf dem Schwarzrand und mündet in der Region ǁKaras in den Fischfluss. Ein Zufluss des Konkiep ist der Gurieb, der auf dem Plateau des Schwarzrandes entspringt und bei 27°00′52″N 017°17′25″E in den Konkiep fließt. Das Bild rechts zeigt den Konkiep 22 km Luftlinie vor dem Zusammenfluss mit dem Fischfluss.